# Don’t Stop the Music
Don’t Stop the Music – utwór muzyczny wykonywany przez Michaela Jacksona, T.E. Hermansena, M.S. Eriksena i T. Dabneya na trzeci studyjny album Rihanny, Good Girl Gone Bad (2007). Piosenka zawiera sample z piosenki Michaela Jacksona „Wanna Be Startin’ Somethin'”. Utwór został wydany jako trzeci singel z krążka.

## Teledysk
Teledysk do singla reżyserowany był przez samą Rihannę i miał premierę dnia 26 lipca 2007 w programie 106 & Park stacji BET. Klip nagrywany był w Pradze, dzień po kręceniu teledysku do singla „Shut Up and Drive”. Wideoklip zaczyna się wyjściem artystki i jej koleżanek z taksówki oraz wejściem do sklepu ze słodyczami. Następnie zmierzają do łazienki, aby udać się do klubu, w którym do końca klipu toczy się akcja.

## Listy utworów i formaty singla
| Lp.                           | Tytuł                                          | Czas |
| ----------------------------- | ---------------------------------------------- | ---- |
| Niemiecki 2-Nagraniowy Singel |                                                |      |
| 1.                            | "Don’t Stop The Music" (Album Version)         | 4:27 |
| 2.                            | "Don’t Stop The Music" (The Wideboys Club Mix) | 6:37 |
| Międzynarodowy CD Maxi-Singel |                                                |      |
| 1.                            | "Don’t Stop The Music" (Album Version)         | 4:27 |
| 2.                            | "Don’t Stop The Music" (The Wideboys Club Mix) | 6:37 |
| 3.                            | "Don’t Stop The Music" (Instrumental)          | 4:38 |
| X.                            | "Don’t Stop The Music" (Video)                 |      |

Inne remiksy
1. „Don’t Stop The Music” (Solitare’s More Drama Remix)
2. „Don’t Stop The Music” (Jody den Broeder Big Room Mix)
3. „Don’t Stop The Music” (Jus Bus Walshy Killa Remix) – Rihanna & Mr. Slaughter
4. „Don’t Stop The Music” rock version for NRJ Station LIVE

## Pozycje na listach cotygodniowych i końcowo-rocznych oraz certyfikacje
Piosence „Don’t Stop the Music” #1 pozycje udało się jej zdobyć między innymi w Australii, Europie, Niemczech itd., a #2 pozycje w Kanadzie, Polsce, #3 zaś w USA, Nowej Zelandii, a #4 w Wielkiej Brytanii o to cała lista:
| Listy (2007)                             | Najwyższa pozycja | Końcowo roczne | Status  |
| ---------------------------------------- | ----------------- | -------------- | ------- |
| Austria (Ö3 Austria Top 40)              | 1                 | 15             | -       |
| Belgia (Ultratop Flandria)               | 1                 | 14             | Platyna |
| Belgia (Ultratop Walonia)                | 1                 | 39             | Platyna |
| Finlandia (Suomen virallinen lista)      | 3                 | -              | Złoto   |
| Francja (SNEP)                           | 1                 | 12             | -       |
| {Holandia (Dutch Top 40)                 | 1                 | -              | -       |
| Niemcy (Media Control Charts)            | 1                 | 12             | Złoto   |
| Polska (ZPAV)                            | 2                 | -              | -       |
| Stany Zjednoczone (Hot Dance Club Songs) | 1                 | -              | -       |
| Stany Zjednoczone (Pop 100)              | 2                 | -              | -       |
| Szwajcaria (Media Control AG)            | 1                 | 10             | -       |
| Włochy (FIMI)                            | 2                 | -              | -       |

| Listy (2008)                                  | Najwyższa pozycja | Końcowo roczne | Status     |
| --------------------------------------------- | ----------------- | -------------- | ---------- |
| Australia (ARIA)                              | 1                 | 12             | Platyna    |
| Belgia (Ultratop Flandria)                    | 1                 | 4              | Platyna    |
| Belgia (Ultratop Walonia)                     | 1                 | 2              | Platyna    |
| Bułgaria (Singles Top 40)                     | 3                 | -              | -          |
| Czechy (IFPI)                                 | 2                 | -              | -          |
| Dania (Tracklisten)                           | 4                 | -              | Platyna    |
| European Hot 100 Singles                      | 1                 | -              | -          |
| Irlandia (IRMA)                               | 6                 | -              | -          |
| Kanada (Canadian Hot 100)                     | 2                 | -              | -          |
| Niemcy (Media Control Charts)                 | 1                 | 38             | Złoto      |
| Norwegia (VG-lista)                           | 7                 | -              | -          |
| Nowa Zelandia (RIANZ)                         | 3                 | -              | -          |
| Portugalia (Singles Top 50)                   | 2                 | -              | -          |
| Słowacja (IFPI)                               | 2                 | -              | -          |
| Stany Zjednoczone (Billboard Hot 100)         | 3                 | -              | 3x Platyna |
| Świat (World Singles Top 40)                  | 1                 | -              | -          |
| Szwajcaria (Media Control AG)                 | 1                 | 20             | -          |
| Szwecja (Sverigetopplistan)                   | 6                 | 39             | -          |
| Węgry (Mahasz)                                | 6                 | -              | -          |
| Wielka Brytania (The Official Charts Company) | 4                 | 24             | Srebro     |

| Listy (2009)           | Najwyższa pozycja | Końcowo roczne | Status     |
| ---------------------- | ----------------- | -------------- | ---------- |
| Hiszpania (PROMUSICAE) | 1                 | 1              | 6x Platyna |

## Inne wykonania
Piosenka, w znacznie zmienionej aranżacji, znalazła się na płycie Jamiego Culluma The Pursuit. Była także drugim singlem promującym ten album.